# Дом из бамбука
«Дом из бамбука» (англ. House of Bamboo) — цветной фильм нуар режиссёра Сэмюэла Фуллера, вышедший на экраны в 1955 году.
Действие фильма происходит в послевоенной Японии, куда для разоблачения опасной банды Сэнди Доусона (Роберт Райан), состоящей из бывших американских военнослужащих, направлен под прикрытием агент американской военной полиции (Роберт Стэк). Фильм является римейком нуарового триллера «Улица без названия» (1948), у обоих фильмов также один и тот же сценарист (Гарри Клейнер) и оператор (Джозеф Макдональд). Это один из первых голливудских фильмов, снятых на натуре в Японии после Второй мировой войны.
Фильм относится к немногочисленной категории цветных фильмов нуар. Как отмечает киновед Артур Лайонс, «хотя жанр фильм нуар обычно ассоциируется с чёрно-белым кино, некоторые режиссёры в классический нуаровый период экспериментировали с цветом». Помимо данной картины среди наиболее известных цветных фильмов нуар Лайонс выделил также фильмы «Бог ей судья» (1945), «Ярость пустыни» (1947), «Верёвка» (1948), «Человек на Эйфелевой башне» (1949), «Ниагара» (1953), «Окно во двор» (1954), «Я умирал тысячу раз» (1955), «Адский остров» (1955), «Оттенок алого» (1956), «Девушка с вечеринки» (1958) и «Головокружение» (1958).

## Сюжет
В 1954 году военный поезд, перевозящий оружие и снаряды из Киото в Токио под охраной американских солдат и японской полиции, подвергается нападению прекрасно организованной вооружённой банды. Во время нападения бандиты убивают нескольких японских охранников и американского сержанта и похищают груз — несколько автоматов и пулемётов с патронами, а также дымовые шашки. Расследование преступления поручают капитану американской армии Хансону (Брэд Декстер) и инспектору японской полиции Ките (Сэссю Хаякава). Пять недель спустя поступает информация, что из того же пистолета, которым был застрелен американский сержант, во время ограбления тяжело ранен американец по имени Уэббер (Бифф Эллиот). Хансон и Кита приезжают допросить Уэббера в одну из токийских больниц. Несмотря на то, что банда, в которую входил Уэббер, бросила его умирать, тем не менее он отказывается назвать имена своих сообщников. Перед смертью он лишь успевает рассказать, что тайно женился на японке по имени Марико (Ширли Ямагути), и если кто-либо узнает об этом, то ей будет грозить смертельная опасность.
Среди вещей Уэббера находят письмо от его армейского товарища Эдди Спэньера, который хочет приехать к Уэбберу в Японию после выхода из американской тюрьмы. Три недели спустя Эдди (Роберт Стэк) приезжает в Токио и находит Марико, которая первоначально опасается его, считая, что он один из тех, кто виновен в смерти её мужа. Однако после того, как Эдди показывает ей свою фронтовую фотографию вместе с Уэббером, Марико начинает доверять ему. Он говорит, что намерен найти убийц Уэббера, и предупреждает её, что она должна молчать о своём браке с ним. Немного освоившись, Эдди направляется в местный игровой клуб патинко, где устанавливает управляющему цену за «защиту» его заведения. Когда же он заходит в соседний клуб с теми же требованиями, его хватают и избивают рэкетир Сэнди Доусон (Роберт Райан) и его подручные Грифф (Камерон Митчелл), Чарли (Дефорест Келли), Уилли (Питер Грэй) и Фил (Роберт Куорри), после чего требуют от него убираться из города.
Однако Сэнди решает выяснить, кто такой Эдди. Он подстраивает его арест, после чего через своего информатора в местной полиции, журналиста Керама (Сандро Гиглио) получает его криминальное досье. Высоко оценив богатый список преступлений и криминальные навыки Эдди, Сэнди приглашает его в свою банду, которая состоит из уволенных из армии американских солдат. Вскоре Эдди тайно встречается с Китой и Хансоном, после чего становится ясно, что он является тайным американским агентом, внедрённым в банду под прикрытием. Нуждаясь в надёжном прикрытии, Эдди просит Марико сделать вид, что она является его «девушкой в кимоно» (так называют японок, которые живут с американцами) и селится в её доме. При этом он скрывает о неё, что является сотрудником военной полиции. Марико соглашается, рассчитывая, что Эдди сможет помочь ей найти убийц своего мужа, даже несмотря на то, что соседи подвергают её остракизму за связь с американцем.
Постепенно Сэнди начинает всё больше доверять Эдди. Во время очередного ограбления Эдди поражён тем, что Грифф хладнокровно добивает раненого члена банды. Сэнди объясняет, что таково правило банды — убивать своих раненых, чтобы они не могли выдать оставшихся властям. Когда же при очередном ограблении цементного завода ранят самого Эдди, Сэнди неожиданно делает исключение и приказывает спасти его. Эдди становится фаворитом Сэнди, что раздражает его главного помощника Гриффа.
Марико тяжело переживает происходящее. Утешая её, Эдди сообщает, что в действительности он является сержантом американской армии Эдди Кеннером, и что он ведёт расследование в отношении Сэнди и его банды. Тем временем Грифф, «ичибан» (правая рука) Сэнди, начинает всё более болезненно воспринимать тот факт, что Сэнди всё больше приближает к себе Эдди. В итоге, опасаясь срыва с его стороны, Сэнди не берёт чересчур разгорячившегося Гриффа на очередное дело. На следующий день Марико по просьбе Эдди информирует Киту и Хансона о готовящемся ограблении. Однако Керам предупреждает Сэнди о том, что полиция знает об ограблении и готовит операцию по захвату банды. В последний момент Сэнди отменяет ограбление и, ошибочно заподозрив, что это Грифф донёс о планах банды полиции, убивает его. Узнав вскоре от Керама, что информатором полиции был не Грифф, а Эдди, Сэнди решает исправить свою ошибку. Во время ограбления магазина, торгующего жемчугом, Сэнди специально подставляет Эдди таким образом, чтобы его застрелила японская полиция. Однако план проваливается, и полиция начинает преследовать Сэнди, загоняя его в парк развлечений, расположенного на крыше крупного универмага, где после интенсивной перестрелки Эдди удаётся застрелить Сэнди.
Позднее, уже в военной форме, Эдди направляется вместе с Марико на прогулку в токийский парк.

## В ролях
- Роберт Райан — Сэнди Доусон
- Роберт Стэк — Эдди Кеннер
- Ширли Ямагути — Марико
- Камерон Митчелл — Грифф
- Брэд Декстер — капитан Хансон
- Сэссю Хаякава — инспектор Кита
- Дефорест Келли — Чарли
- Бифф Эллиот — Уэббер
- Сандро Гиглио — Керам

## Создатели фильма и исполнители главных ролей

### Соавтор сценария и режиссёр Сэмюэл Фуллер
В 1953 году с фильмом нуар «Происшествие на Саут-стрит» (1953) Сэмюэл Фуллер завоевал Бронзового льва Венецианского кинофестиваля. К другим наиболее известным картинам Фуллера относятся военная драма «Стальной шлем» (1951), фильм нуар «Кровавое кимоно» (1959), криминальный триллер «Другой мир США» (1961), драма о психиатрической больнице «Шоковый коридор» (1963), проблемные драмы «Обнажённый поцелуй» (1964) и «Белая собака» (1982), а также военная драма «Большая красная единица» (1980).
Как отмечает киновед Ричард Харланд Смит, «фильмы Сэма Фуллера не похожи на чьи-либо ещё…. они даже не похожи друг на друга». Карьера этого независимого режиссёра охватила сорок лет, с 1949 по 1990 год. За это время Фуллер попробовал себя как в фильмах категории А, финансируемых крупными студиями, так и в финансируемых из независимых источников фильмах категории В. Он известен как пышными и даже роскошными фильмами, так и фильмами дешёвыми, поверхностными, иногда почти порнографическими. Постоянство визуального стиля никогда не было для Фуллера главным. Отличительными чертами его авторского стиля стали любовь к длинным дублям, отвращение к излишней монтажной резке и общая эстетика прямого обращения к зрителю (за что его обвиняли в «таблоидном кино» критики, напоминавшие о том, что в своё время он был криминальным репортёром). Как пишет Смит, «случайный подбор его фильмов мог бы показаться рядовому зрителю как работы множества разных режиссёров». Как отмечает Дэвид Фиар, «поразительно, но всё ещё существуют поклонники кино, которые считают Сэма Фуллера кинематографическим эквивалентом кроманьонца, погрязшего в рассказах о чём-либо вызывающем или шокирующем». И когда Саррис с восхищением назвал Фуллера «аутентичным американским примитивистом», это принесло режиссёру, наверное, больше вреда, чем пользы, так как впоследствии акцент часто делался именно на последнем слове. Фильмы Фуллера нравятся многим своей особой чрезмерностью, но есть и те, кто считает его грубияном, у которого лишь иногда проступает налёт поэтичности. Смит напоминает, что «неприкрашенная и интуитивная манера съёмки Фуллера принесла ему почитание со стороны представителей Французской новой волны (которые восхищались богатством его идей при низких бюджетах), а Эндрю Саррис восхищался им как „аутентичным американским примитивистом“. По мнению Смита, Саррис имел в виду, чтобы было бы ошибкой предполагать, что Фуллер снимал всё непродуманно. Постановка камеры и мизансцена были выверены им с хирургической точностью. А если порой казалось, что в его фильмах пропущены какие-то фрагменты, то это потому, что Фуллер просто выбрасывал всё, что не считал значимым».
После этого фильма руководители «Фокс» предложили Фуллеру снять «Тигреро», приключенческий фильм «высшей категории» об охотнике на ягуаров с Джоном Уэйном, Авой Гарднер и Тайроном Пауэром. Однако пока Фуллер подбирал в Бразилии натуру для съёмок, руководство студии, не удовлетворённое коммерческими результатами «Дома из бамбука», закрыло проект, по официальной версии, из-за сложностей с оформлением страховки на съёмки в джунглях. Фуллер понял, что это означает конец его карьеры на студии «Фокс». Так как больше всего он стремился к «свободе рассказывать свои истории своим собственным образом», Фуллер перешёл на студию РКО, где написал и поставил свою следующую картину «Полёт стрелы» (1957). После этого «Фокс» взял в дистрибуцию два его фильма — «Китайские ворота» (1957) и «Сорок ружей» (1957) — созданные Фуллером на собственной компании Globe Enterprises, однако «его карьера в качестве режиссёра крупной студии была завершена. Он вступил в годы изгоев, где создал свои самые острые полемические фильмы „Запрещено!“ (1959), „Шоковый коридор“ (1963) и „Обнажённый поцелуй“ (1964), которые укрепили его репутацию авторского режиссёра среди французов и оставили на нём отпечаток на родине как о культовом, истинно независимом американском режиссёре».

### Исполнители главных ролей
Роберт Райан в 1948 году номинировался на Оскар за роль второго плана в социальном нуаре «Перекрёстный огонь» (1947). В дальнейшем он запомнился по ролям в фильмах нуар «Акт насилия» (1948), «Подстава» (1949), «На опасной земле» (1951), «Стычка в ночи» (1952), «Плохой день в Блэк Роке» (1955) и «Ставки на завтра» (1959). Позднее он сыграл заметные роли в таких признанных фильмах, как военные экшны «Самый длинный день» (1962) и «Грязная дюжина» (1967), а также вестерн «Дикая банда» (1969).
Роберт Стэк в 1957 году был номинирован на Оскар за роль второго плана в мелодраме «Слова, написанные на ветру» (1956). Он также известен по ролям в музыкальных комедиях «Первый бал» (1939), «Приятная девочка?» (1941) и военной комедии «Быть или не быть» (1942), а в 1950-е годы — по приключенческому экшну «Великий и могучий» (1954), мелодраме «Запятнанные ангелы» (1957) и биографической драме «Джон Пол Джонс» (1959). В дальнейшем Стэк сделал успешную карьеру на телевидении, где сыграл в таких сериалах, как гангстерская драма «Неприкасаемые» (1959-63, 119 эпизодов), триллер «Название игры» (1968-71, 26 эпизодов), криминальные драмы «Особо опасен» (1976-77, 22 эпизода) и «Ударная сила» (1981-82, 20 эпизодов). Ширли Ямагути более всего известна по драме Акиры Куросавы «Скандал» (1950) и голливудской драме «Японская военная невеста» (1952).

## История создания фильма
Сэмюэл Фуллер прекратил предварительные работы в Европе по фильму «История Эстер Костелло» (1957), когда получил предложение от главы кинокомпании «Двадцатый век Фокс» Дэррила Ф. Занука стать режиссёром первого голливудского фильма, снятого в Японии. (Хотя многие современные источники утверждают, что этот фильм был первой крупной голливудской картиной, снятой на натуре в Японии, тем не менее, ранее там уже снимались другие американские фильмы, в частности, шпионский триллер «Токийское досье 212» (1951) студии РКО). Для этого фильма студия «Фокс» «стряхнула пыль с принадлежащего ей сценария Гарри Клейнера, по которому был поставлен триллер „Улица без названия“ (1948), и попросила Фуллера разыграть эту историю в оккупированной американцами Японии». Фуллер полностью переписал сценарий, введя в него собственные темы, мотивировки и коллизии. Как отмечал сам Фуллер, введение в сценарий межрасового романа между американцем и японкой стало возможно совсем незадолго до начала работы над фильмом, «после пересмотра Кинематографического кодекса».
К тому времени Фуллер уже имел опыт работы на студии «Двадцатый век Фокс», для которой сделал нуар атомной эры «Происшествие на Саут-стрит» (1953) и драму о подводной лодке «Ад в открытом море» (1954), ставшую первым опытом его работы в цветных форматах Текниколор и Синемаскоп. Несмотря на то, что студия запланировала съёмки «Дома из бамбука» в этих дорогостоящих форматах, фильм имел сравнительно небольшой бюджет в 1.38 миллионов долларов. Для большего эффекта Фуллер решил вести часть съёмки «скрытой камерой и без официального разрешения, чтобы передать атмосферу городской жизни Японии в период послевоенного восстановления».
Роберт Райан сразу же согласился на главную роль злодея и рэкетира Сэнди Доусона, лишь только услышав предварительный набросок сюжета по телефону. На роль главного героя Фуллер рассматривал Гэри Купера, но в конце концов решил, что Купер был слишком известен, чтобы ходить незамеченным по улицам Токио. Режиссёр Бадд Беттикер предложил Роберта Стэка, которого он перед этим снимал в картине «Тореадор и леди» (1951). Это было ещё до того, как Стэк получил широкую популярность как звезда телесериала «Неприкасаемые», и в тот момент за пределами Голливуда он был практически не известен. Чтобы найти главную героиню, Фуллер просмотрел массу японских фильмов, в итоге остановив свой выбор на Ширли Ямагути, не зная, что она переехала в Америку и жила светской жизнью в Нью-Йорке со своим японско-американским мужем, признанным скульптором и архитектором Исаму Ногучи. Роли членов банды Фуллер отдал двум работящим характерным актёрам Камерону Митчеллу и Биффу Эллиоту, а также двум актёрам, которые впоследствии сыграют роли в культовых фильмах: Роберт Куорри прославился фильмом ужасов «Граф Йорга, вампир» (1970), а Дефорест Келли — исполнением роли доктора в многолетнем фантастическом телесериале «Стар трек» (1966-69).
Согласно закадровому рассказу в начале фильма, картина была полностью снята на натуре в Токио, Иокогаме и в японской провинции. Среди хорошо известных мест, где велись съёмки, были парк развлечений на крыше универмага «Мацума», «Город муравьёв» на берегу реки Сумида и железнодорожная станция «Фудзи Санроку», с которой видна гора Фудзияма. Однако, по информации «Голливуд репортер», некоторые эпизоды фильма всё-таки снимались в США.

## Прокатная судьба фильма
Фильм показал хорошие результаты в первые недели после выхода на экраны, но заметно сдал на протяжении остального прокатного периода. Хотя в итоге он принёс небольшую прибыль, тем не менее студия «Фокс» была разочарована, так как ожидала от него более значительных результатов.

## Оценка фильма критикой

### Общая оценка фильма
После выхода фильма на экраны он получил достаточно позитивные отзывы критики. Так, журнал «Variety», назвав его «типичной гангстерской историей, разыгранной на фоне современного Токио», отметил в качестве сильных сторон картины «новшество места действия и тёплую, убедительную игру японской звезды Ширли Ямагути». По мнению журнала, «если бы история и режиссёрская работа были бы на том же уровне, фильм был бы хорош во всём. Визуально фильм красиво смотрится, а разговоры ведутся преимущественно лаконичным, жёстким языком гангстерских картин прошлого». «Variety» также отмечает, что «хотя в сюжете присутствуют некоторые могучие крутые личности, которые пытаются организовать Токио по гангстерским стандартам Чикаго, демонстрация насилия вряд ли в такой степени была необходима как средство эмоционального воздействия на зрителя». Босли Кроутер в «Нью-Йорк таймс» обратил внимание на то, что «география, как представляется, стала играть важную роль в фильмах последнего времени: в приключенческой ленте „Солдате свободы“ (1955) и в мелодраме „Любовь — самая великолепная вещь на свете“ (1955) был Гонконг, в „Летней поре“ (1955) — Венеция, и теперь заметным событием стала быстрая увлекательная мелодрама „Дом из бамбука“,… местом действия которой стал послевоенный Токио». Обозреватель особенно отметил, что «отличное использование натуры режиссёром Сэмюэлом Фуллером вносит существенный вклад в этот увлекательный фильм». Хотя, по его мнению, «по ходу действия есть несколько замедлений, и по началу даже создаётся впечатление, что сюжет медленно движется в никуда». Тем не менее, картину «великолепно дополняет возбуждающая живая картина Токио и немного изящного восточного романа, который без особого напряжения введён в ткань повествования». С другой стороны, в статье «Hollywood Citizen-News» от 30 августа 1955 года сообщалось, что в Японии некоторые ведущие газеты отрицательно восприняли представление в фильме главной героини и японских традиций, костюмов и интерьеров. Один из японских обозревателей отверг фильм «как чисто коммерческий продукт, пытающийся продать экзотику американской аудитории, используя японскую актрису и Японию как место действия… Манера фильма полностью игнорировать японские обычаи, географию и настроения вызывает у нас чувство неловкости».
Современные критики преимущественно высоко оценили фильм. Так, Дэвид Фиар в журнале «TimeOut» назвал его «кросс-культурным криминальным триллером 1955 года, шедевром, который точно подчёркивает величественность сенсационалистского стиля Фуллера, достойно занимая каждый дюйм своего широкоэкранного пространства». Фриар пишет: «Превратив натурные съёмки на токийских улицах в идеальный фон для мультипликационно цветастой версии крутой драмы — назовём этот стиль пульп-артом — „Дом из бамбука“ максимально эффективным образом подаёт историю борьбы копа под прикрытием и гангстера». Майкл Кини оценил фильм как «быстрый (несмотря на медленное развитие романа между Стэком и Ямагути), красиво снятый и в целом технически привлекательный, который слегка портит слабый монтаж в кульминации». Том Вик, как и многие другие обозреватели, обратил внимание на то, что фильм снят на натуре в Японии, и «одной из самых интересных его черт является отображение того Токио, который скоро исчезнет с началом модернизации». Однако в основном, по мнению Вика, «фильм слишком медленный для Фуллера, а актёры, за исключением Райана, нехарактерно скованны». Подводя итог, Вик пишет, что «хотя это и не лучший из фильмов Фуллера, в нём достаточно проблесков его уникального таланта, что делает его достойным внимания». По мнению Денниса Шварца, «это чрезвычайно сильный фильм нуар, дающий пронзительный взгляд на американскую оккупацию Японии. По сути фильм говорит о том, что действия США преступны», а, с другой стороны, выступает на «наведение самых широких культурных мостов между двумя странами».

### Проблематика фильма

#### Проблема взаимодействия японской и американской культур
Историк фильма нуар Алан Силвер напоминает, что как и «Улица без названия», этот фильм представляет собой «типичный нуар о человеке под прикрытием», только снятый в цвете в формате Синемаскоп. Однако в остальном фильм Фуллера является полностью переосмысленной работой, где Фуллер кардинально меняет культурный контекст. «Кварталы патинко, труппа кабуки, Великий Будда, вращающийся глобус и цветение вишни вступают в почти сюрреалистические взаимоотношения с криминальной деятельностью банды Сэнди, являясь не столько фоном для событий, сколько выражением того, как одна культура может впитывать в себя другую, даже если эта чуждая культура проявляет себя в жестоких и опасных формах». Как далее указывает Силвер, в голливудском кино американская оккупация Японии даже метафорически ранее никогда не показывалась в криминальном свете, и Фуллер стал первым, кто хотя бы косвенно сделал это. Кроме того, Фуллер ввёл в ткань повествования «симпатичный межрасовый роман между Кернером и Марико, история любви которых представлена в буквальном смысле символично — ширма, которая разделяет пару ночью, говорит о том, насколько далеки они друг от друга в плане сознания» . Дэн Флори в статье «Этническая и расовая тема в американском фильме нуар» пришёл к выводу, что «фильм изображает японскую культуру справедливо, а американскую эксплуатацию страны — критически». Кроме того, фильм «в положительном ключе представляет роман между белым агентом под прикрытием и японской женщиной», как и другой фильм Фуллера, «Кровавое кимоно» четыре года спустя, где «возникает роман между полицейским детективом японского происхождения и белой женщиной». Как полагает Шварц, «основными темами Фуллера в этом фильме стали двойственность личности, предательство и расовый конфликт». Фильм говорит и о том, «почему двум странам так трудно понять и доверять друг другу», что особенно заметно в очень формальном характере любовных отношений между Марико и Эдди. «Что бы он ни делал, Эдди всегда рассматривался как иностранец, который не может быть принят в полной мере. Их любовная история как будто лишена содержания из-за разделения между ними на уровне психологии, которое нельзя примирить».

#### Тема гомосексуализма
Некоторые историки кино обращают внимание на гомосексуальную тему в фильме, которая просматривается в отношении Сэнди к Кеннеру (эта же неочевидная гомосексуальная линия присутствовала и в «Улице без названия»). Как пишет Дэвид Хоган, «если бы кто-либо, помимо сценариста и режиссёра Сэма Фуллера почувствовал бы, что его фильм для Дэррила Занука и студии „Двадцатый век Фокс“ был гейской историей любви, он бы никогда не просочился на экран». Хоган поясняет, что хотя в фильме «как периферийный персонаж присутствует и женщина, тем не менее, вся сексуальная динамика, которая определяет это произведение как фильм нуар, разыгрывается через взаимоотношения двух мужчин. Темы любви, страсти и предательства принимают в фильме огромные масштабы». Силвер считает, что «гомосексуальность Сэнди, которая подразумевается в его отношении к Марико и в его слепом доверии к Кеннеру, делает его образ по-своему трогательным, несмотря на его порочность и отсутствие угрызений совести по поводу совершаемых убийств». Когда Сэнди спасает Кеннеру жизнь, тот против своего желания вынужден принять на себя роль ичи-бана. «Армейский долг велит Кеннеру воспользоваться добрым расположением Сэнди, однако его обман не совсем симпатичен», да и он сам, эксплуатируя сексуальные чувства, «чувствует себя неловко в роли предателя».

### Оценка работы режиссёра и творческой группы
Как написал Кроутер, к истории, сочинённой Гарри Клейнером, Фуллер добавил некоторые диалоги, создав «лаконичный, крутой, острый детективный триллер с лёгким налётом „Мадам Баттерфляй“». По мнению обозревателя, «сама по себе история не выдающаяся», однако «сюжет и сценарий умные и в достаточной степени искусные, чтобы обеспечить действию постоянную динамику». Кроутер также отмечает, что картина «снята в отличном цвете и в формате Синемаскоп», и благодаря своим «изобразительным качествам несёт особенное возбуждение и визуальное воздействие». Обращают на себя внимание и интерьеры, которые «выполнены в богатых, хорошо проработанных оттенках». Кроме того, по словам Кроутера, «мистер Фуллер брал свои камеры, кажется, повсюду, начиная от доков в Иокогаме до знаменитой игровой площадки на крыше универмага „Матцума“. Именно в карнавальной атмосфере игровой площадки с его огромным вращающимся шаром обозрения, происходит финальная погоня за вожаком гангстеров, разыгранная в подлинно хичкоковском стиле». Деннис Шварц отмечает, что «Фуллер, как всегда, изобретателен и свеж. Его фильмы гарантируют зрителю парочку электрических ударов. Здесь же количество потрясений намного выше, в результате получается ещё более сочный фуллеровский фильм». По мнению киноведа, «хотя в истории много незаконченных линий и многое лишено смысла, странность характеров и необычное место действия создают историю, которой есть что сказать». Шварц также пишет о том, что «живая, беспокойная камера Фуллера пытается показать всё вокруг: она схватывает злые ухмылки членов банды, лихорадочную атмосферу заполненного народом района Гиндза, члена театра Кабуки, разговаривающего с иностранцем, и кульминационную сцену в парке развлечений с вращающимся глобусом (как будто весь мир выходит из-под контроля), где убивают криминального босса в то время, как глобус продолжает вращаться». Том Вик, со своей стороны, замечает, что «восхищение Фуллера Японией очевидно в каждом кадре». Вместе с тем, «незнакомое место (это была первая поездка режиссёра в Азию), кажется, немного притупляет остроту картины. По сравнению с другими его работами, этот фильм откровенно спокойный, движения камеры сведены к минимуму, а диалогу не хватает энергии и остроумия его лучших работ», хотя «и здесь есть несколько чудесных фуллеровских моментов».
Силвер обращает внимание на операторскую работу Джо Макдональда, который через цвет и динамичную композицию смог визуально передать идеи и эмоции Фуллера. «Особенно сильно получились криминальные сцены. Мобильная съёмка одетых в чёрное сгорбленных бегущих фигур во время ограбления фабрики обладает неотразимой визуальной силой, а кульминационная битва между Сэнди и Кеннером на вращающемся глобусе поставлена с точностью классического японского театра но». Дэвид Хоган пишет, что «Фуллер и оператор Джо Макдональд снимали фильм при полном дневном свете, в цветах „DeLuxe“ и формате „Синемаскоп“. Охватывая оживлённые магазинчики, традиционные японские танцы, вечеринки с участием гейш и съёмки сверху красного автобуса Сэнди, когда тот движется сквозь бесцветный транспортный поток, фильм становитсчя буйством цвета и чистой эмоции. Фуллер с большой силой использует горизонтально вытянутый кадр системы „Синемаскоп“, чтобы подчеркнуть любовь японцев к горизонтальным линиям в архитектуре и дизайне интерьера. Фильм доставляет визуальное возбуждение, уникальное для фильмов нуар» 

### Оценка актёрской игры
Босли Кроутер выделяет игру Роберта Райана, который «в качестве вожака серьёзной банды делает многое для придания картине прочности и саспенса. Тонкий налёт психопатической напряжённости в его игре вносит тонкую неопределённость, а его мастерство сдержанной игры обеспечивает ощущение ужаса». Успеха, по мнению критика, добивается также «Ширли Ямагути в роли японской девушки, которая, хотя и овдовела из-за безжалостных правил банды, вскоре способна прельститься непоколебимым сыщиком. В своей роли „кимоно“, как называют местных подружек американцев, она действительно соблазнительна». Вместе с тем игру Роберта Стэка в качестве армейского детектива критик назвал «немного бледной и бесцветной».